# Alix Combelle
Alix Combelle (* 15. Juni 1912 in Paris; † 2. März 1978 in Mantes-la-Jolie) war ein französischer Swing-Tenorsaxophonist und Bandleader. 

## Leben und Wirken
Combelle stammt aus einer musikalischen Familie; sein Vater, François Combelle, war Saxofonist in der Garde républicaine. Alix Combelle spielte zunächst in den Kapellen der Music Halls, bevor er ab 1932 im Tanzorchester Grégor et ses Grégoriens, der führenden französischen Bigband, tätig war. Mitte der 1930er Jahre galt er als einer der führenden französischen Jazzmusiker des Swing. Er spielte dann bei Michel Warlop und machte zahlreiche Einspielungen mit eigenen Formationen für das Label Swing und mit US-amerikanischen Musikern wie Benny Carter, Bill Coleman, Freddy Johnson und Coleman Hawkins („Honeysuckle Rose“). 1937 und 1938 besuchte er Amerika, lehnte aber ein Angebot von Tommy Dorsey ab. Er ging zurück nach Paris, wo er mit Ray Ventura und Don Barreto spielte. 1940 übernahm er für zwei Jahre die Leitung der Bigband Jazz de Paris, in der auch Django Reinhardt als Gastsolist mitwirkte. Nach der Befreiung Frankreichs nahm er diese Arbeit wieder auf. Er ging auch mit Buck Clayton, Lionel Hampton und Jonah Jones ins Studio. Mitte der 1950er verlagerte er seine Aktivitäten ins Gebiet der Tanzmusik. Combelles Spielweise auf dem Tenor war stark von Coleman Hawkins und Chu Berry beeinflusst. 
Sein Sohn Philippe Combelle ist Schlagzeuger.

## Auswahldiskographie
- Coleman Hawkins: The Hawk In Europe (ASV, 1934–37)
- Coleman Hawkins: Coleman Hawkins In Europe (Timeless, 1934–39)
- Django Reinhardt: 1935–1938 (Classics); All Star Sessions (Blue Note, 1935–39), 1940 (Classics)

## Lexigraphische Einträge
- Wolf Kampmann (Hrsg.), unter Mitarbeit von Ekkehard Jost: Reclams Jazzlexikon. Reclam, Stuttgart 2003, ISBN 3-15-010528-5.
- Martin Kunzler: Jazzlexikon, Reinbek, Rowohlt 1993.
- Bielefelder Katalog Jazz 2001.